# گودریچ (داکوتای شمالی)
گودریچ(به انگلیسی: Goodrich) شهری در ایالت داکوتای شمالی کشور ایالات متحده آمریکا است که جمعیت آن در سرشماری سال ۲۰۱۰ میلادی، ۹۸ نفر بوده‌است.